# 多田順次
多田 順次（ただ じゅんじ）は、日本の電気通信工学者。工学博士（東北大学）。東北大学電気通信研究所元特任教授。総務省総合通信基盤局・文部科学省研究開発局の共同プロジェクト「成層圏プラットフォーム開発」協議会通信・放送部会2005構成員。
映像情報メディア学会(ITE)無線・光伝送研究委員会2000専門委員。元国際電気通信基礎技術研究所(ATR)技術リエゾンセンター長。
専門は、通信ケーブル（同軸ケーブル・光ファイバー等）、環境電磁技術（EMC）、移動体無線通信システム。

## 略歴
1964年大阪工業大学工学部電気工学科卒業。同年、タツタ電線入社。1965年東北大学工学部通信工学科に社内留学（指導教授：通信工学の権威で、電子通信学会副会長を務めた佐藤利三郎）、のちに工学博士（東北大学）。1969年タツタ電線に帰任し、主に電電公社（現：NTT）向け通信ケーブルの研究開発に従事。1983年シャープに転職し、同社技術本部東京研究所にて、移動体通信の新規事業における特定小電力無線システム、PHS/携帯電話などの研究開発を担当。2003年同社退職。その後、国際電気通信基礎技術研究所(ATR)技術リエゾンセンター長などを経て、2006年東北大学電気通信研究所特任教授。退官後は、東京デザインテクノロジーセンター専門学校長なども務めた。
主な所属学会は、電気学会、電子情報通信学会、映像情報メディア学会など。主な著書は、電磁波雑音のタイムドメイン計測技術（共著、コロナ社1995、学術書）。

## 主な研究
- 環境電磁技術(EMC)などの電磁ノイズに関する研究
- 画像伝送用通信ケーブル・超細心同軸ケーブル・光ファイバーケーブルの研究
- 成層圏プラットフォームの開発 - 総務省総合通信基盤局・文部科学省研究開発局の共同プロジェクト2005[1]
- バイポーラパルス伝送用アクティブ線路に関する研究[4]
- 特定小電力無線システムの開発
- オーダエントリシステム無線ユニットの開発 : 無線技術[5]
- コードレス投票システムの開発 - 京都大学工学部へ納入